# Kevin Carter (canção)
"Kevin Carter" é uma canção da banda britânica de rock Manic Street Preachers, lançada em setenbro de 1996 como um single do álbum Everything Must Go, lançado no mesmo ano. A canção é composição de todos os membros, com letras de Richey Edwards.
A canção faz referência ao fotojornalista Kevin Carter, vencedor do Prêmio Pulitzer para reportagem fotográfica por uma controversa imagem. Carter, na época, suicidou-se. Foi a primeira canção da banda em que o baterista Sean Moore toca trompete.
O single alcançou a 9ª posição nas paradas do Reino Unido.

## Faixas
CD
1. "Kevin Carter"
2. "Horses Under Starlight"
3. "Sepia"
4. "First Republic"

CD 2
1. "Kevin Carter" – 3:26
2. "Kevin Carter" (Busts Loose) – 7:45 (remixado por Jon Carter)
3. "Kevin Carter" (Stealth Sonic Orchestra Remix) – 6:40
4. "Kevin Carter" (Stealth Sonic Orchestra Soundtrack) – 6:37

Cassete
1. "Kevin Carter"
2. "Everything Must Go" (acoustic version)

## Paradas
| Parada (1996)    | Melhor posição |
| ---------------- | -------------- |
| UK Singles Chart | 9              |

## Ficha técnica
- James Dean Bradfield - vocais, guitarra
- Nicky Wire - baixo
- Sean Moore - bateria